# Irradiés
Pour plus de détails, voir Fiche technique et Distribution.
Irradiés est un film documentaire franco-cambodgien réalisé par Rithy Panh, sorti en 2020.
Il est sélectionné en compétition officielle à la Berlinale 2020.

## Fiche technique
- Titre français : Irradiés
- Réalisation : Rithy Panh
- Scénario : Christophe Bataille, Rithy Panh et Agnès Sénémaud
- Photographie : Prum Mesa
- Montage : Rithy Panh
- Musique : Marc Marder
- Pays de production :  Cambodge -  France
- Format : couleur et noir et blanc
- Genre : documentaire, film expérimental[2]
- Durée : 88 minutes
- Date de sortie :
  - Allemagne : 28 février 2020 (Berlinale 2020)
  - France : 26 janvier 2022

## Distribution
- André Wilms : lui
- Rebecca Marder : elle
- Bion : artiste Butō

## Sortie

### Accueil critique
En France, le site Allociné recense une moyenne des critiques presse de 3,6/5.

## Distinction
- Berlinale 2020 : Prix du meilleur documentaire